# جائزة الألفية للتقانة
جائزة الألفية للتقانة (بالفنلندية:Millennium-teknologiapalkinto) هي جائزة تقدمها مؤسسة جائزة التكنولوجيا الفنلندية في هلسنكي، وتبلغ قيمتها مليون يورو.
ويتم تقديم الجائزة للمخترعين وتشمل مجالات الصحة والاتصالات والمعلومات والطاقة والبيئة إلى جانب المواد الجديدة وطرق المعالجة المستحدثة وأحد شروط منح الجائزة هو إسهام الاختراع في تحسين حياة البشر بشكل مباشر.

## وصلات خارجية
- مؤسسة جائزة التكنولوجيا الفنلندية (بالإنجليزية)